# Lesja Ukraïnka
Larysa Petrivna Kosač-Kvitka (in ucraino  Лариса Петрівна Косач-Квітка?; Novohrad-Volyns'kyj, 25 febbraio 1871 – Surami, 1º agosto 1913) è stata una poetessa ucraina.

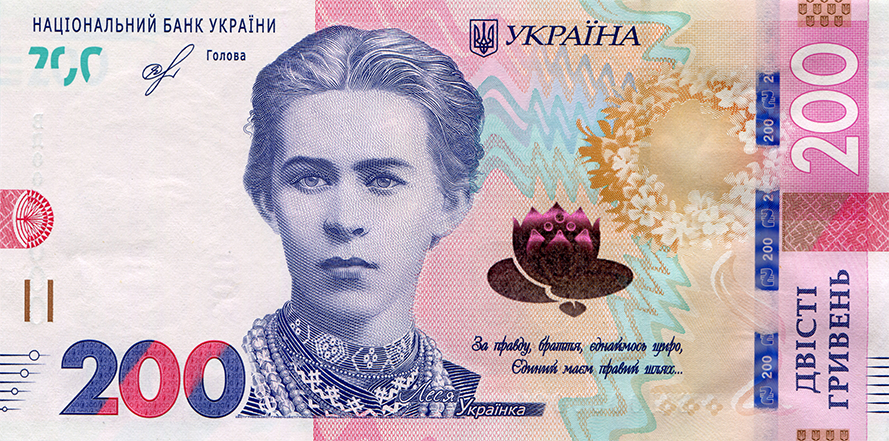
Banconota ucraina

Notissima in patria con lo pseudonimo di Lesja Ukraïnka, tanto che la sua effigie è presente sulla banconota da 200 Grivnie ucraine, con le sue opere poetiche fu sostenitrice della dignità e dell'indipendenza culturale del suo paese.

## Biografia
Cominciò a scrivere poesie fin dalla tenera età: solo novenne compose Nadija ("Speranza"), ed ebbe pubblicati i suoi primi componimenti, Konvalija e Safo, nel 1884. Autodidatta, imparò molte lingue europee, il greco ed il latino, e varie lingue nordiche. Nel 1885 diede alle stampe la sua traduzione delle opere di Gogol', fatta insieme con il fratello.
Le sue prime opere poetiche trattano della natura, dei suoi luoghi natali, delle sue esperienze personali. Raggiunse l'apice nella poesia però solo a fine secolo, quando pubblicò Blakytna troianda ("La Rosa Azzurra") del 1896, in cui descrive la vita dell'intelligencija ucraina. Questo fu l'inizio del nuovo genere, chiamato "poema drammatico", a cui la poetessa fu dedita per il resto della sua breve vita.
Utilizzò il tema della cattività babilonese per riferirsi alla sofferenza del popolo ucraino soggiogato dall'Impero russo. Tra questi, da ricordare Na ruïnach ("Sulle Rovine", 1903), Vavylons'kyj polon ("La cattività babilonese", 1903), e V domu roboty—V kraïni nevoli ("Nella casa del lavoratore, nella terra della schiavitù", 1906). Nel poema Kassandra (1908) descrisse il destino dell'Ucraina attraverso la tragica storia della città di Troia, ed attraverso le parole di Cassandra, cercò di incitare il popolo ucraino a scuotersi dalla sua apatia ed inerzia. Analogamente, nel poema drammatico U katakombach ("Nelle catacombe", 1905) riprese la comunità ucraina criticandola per la sua passività ed i compromessi a cui si era sottoposta. Ed ancora, nel poema drammatico Bojarynja ("La Boiarina", 1910) il tema centrale è l'ostilità ucraina verso l'imperialismo russo: qui viene espressa la convinzione per cui la lotta armata è il solo modo per liberare il popolo ucraino dal giogo moscovita, critica così l’apatia e l’immobile rassegnazione del suo popolo.
Nel 1909 aderì al "Club ucraino" fondato a Kiev dal musicista Mykola Lysenko.

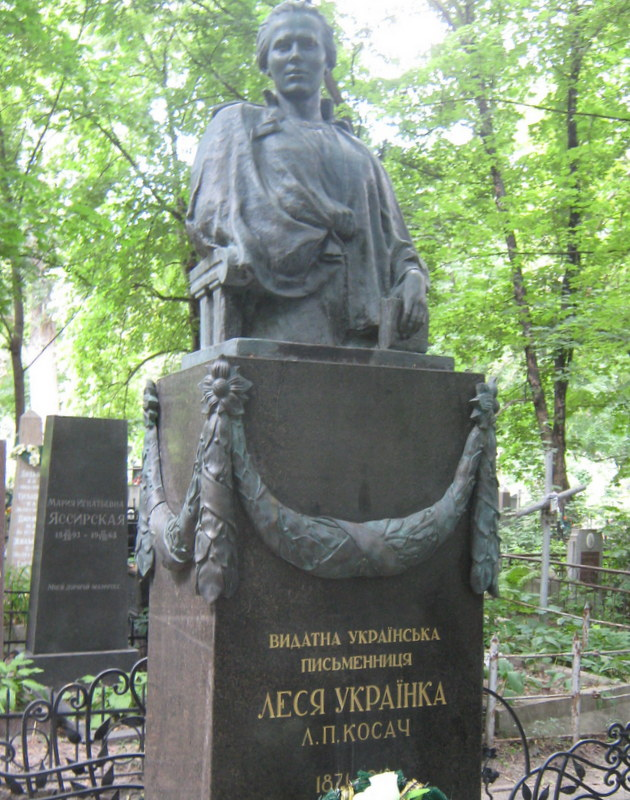
Monumento e luogo di sepoltura nel cimitero Bajkove

Malata di tubercolosi, girò l'Europa nel tentativo di curarsi: Germania, Austria-Ungheria, Italia, Egitto, e spesso il Caucaso. Questo suo continuo viaggiare, però, le allargò notevolmente gli orizzonti culturali, ed ebbe modo di fare numerose esperienze.
Trascorse due anni della sua vita a Sanremo, nella Villa Natalia (oggi Villa Adriana), presso la famiglia Sadovskie, che spesso ospitava connazionali attirati dal clima della cittadina: nelle sue lettere parlò spesso del "clima paradisiaco" di Sanremo, dal quale evidentemente trasse beneficio.
Spese gli ultimi anni della sua vita, cercando di curare la sua malattia, tra Egitto e Caucaso.
È sepolta nel cimitero Bajkove di Kiev.